# みかんぐみ
みかんぐみは、加茂紀和子・曽我部昌史・竹内昌義・マニュエル=タルディッツの4人の建築家からなる建築設計事務所。神奈川県横浜市に所在する。

## 各メンバー略歴
- 加茂紀和子（いよかん）
1962年 - 福岡県生まれ。
1987年 - 東京工業大学大学院修士課程修了。久米建築設計事務所入社。
1992年 - 久米建築事務所退社。
1992年 - セラヴィアソシエイツ設立。
1995年 - みかんぐみ共同設立。
1997年〜2002年 - 千葉大学非常勤講師。
1999年〜 - ICSカレッジオブアーツ講師。
2015年〜 - 名古屋工業大学工学部建築・デザイン工学科特任教授。

- 曽我部昌史（ぽんかん）：みかんぐみ代表
1962年 - 福岡県生まれ。
1988年 - 東京工業大学大学院修士課程修了。伊東豊雄建築設計事務所入社。
1994年 - 伊東豊雄建築事務所退社。東京工業大学建築計画第二講座助手。(1995年まで)
1994年 - ソガベアトリエ設立。
1995年 - みかんぐみ共同設立。
2001年 - 東京藝術大学先端芸術表現科助教授。
2005年 - くまもとアートポリスアドバイザーに就任。
2006年 - 神奈川大学教授。曽我部の「部」をとって「ベケン」と呼ばれている。

- 竹内昌義（あまなつ）
1962年 - 神奈川県生まれ。
1989年 - 東京工業大学大学院修士課程修了。
1991年 - ワークステーション一級建築士事務所入社。
1995年 - みかんぐみ共同設立。
1998年〜2000年 - 東海大学非常勤講師。東洋大学非常勤講師。
1996年〜2000年 - 日本大学非常勤講師。
2001年 - 東北芸術工科大学環境デザイン学科助教授。
2009年 - 東北芸術工科大学環境デザイン学科教授。

- マニュエル・タルディッツ（きんかん）
1959年 - フランスのパリ生まれ。
1984年 - ユニテ・ペタゴジックNo.1卒業。
1988年 - 東京大学大学院修士課程修了。
1988年〜1992年 - 東京大学大学院博士課程。
1992年 - セラヴィアソシエイツ設立。
1993年〜1996年 - 芝浦工業大学非常勤講師
1995年 - みかんぐみ共同設立。
1995年〜 - ICSカレッジオブアーツ教授。
1998年 - 筑波大学外国人教師。
1999年〜2000年 - 筑波大学非常勤講師。
2001年〜2003年 - 東北大学非常勤講師。
2005年〜 - ICSカレッジオブアーツ副校長。

## 建築作品
- NHK長野放送会館（1995年）

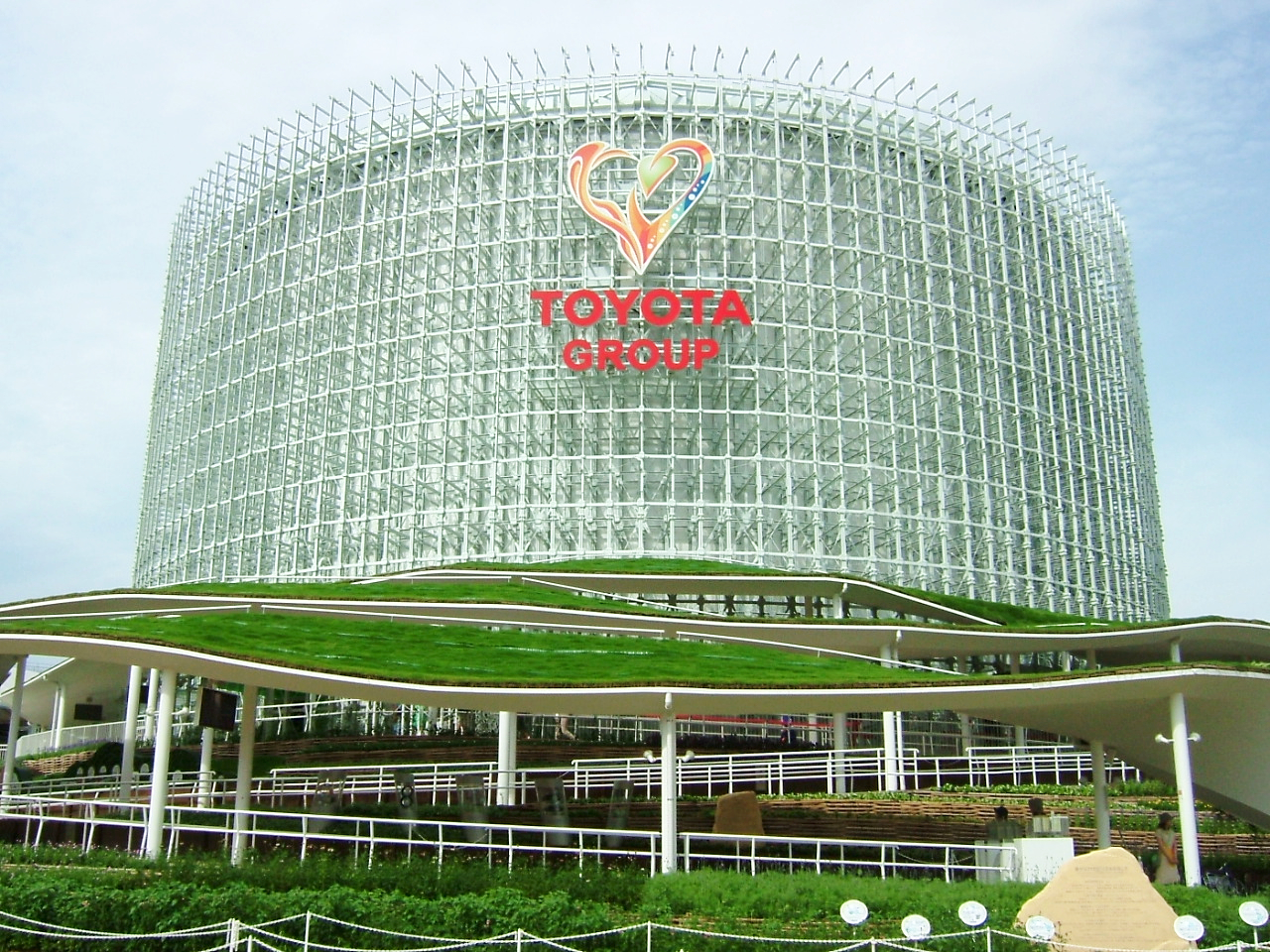
愛・地球博トヨタグループ館

- 八代の公民会館 （八代市植柳新町公民館、くまもとアートポリス第5回推進賞受賞）
- 八代の保育園 （八代市立高田あけぼの保育園、くまもとアートポリス参加プロジェクト）
- 東京日仏学院改修
- 東京大学柏キャンパス新棟
- 四季の桜（高尾山付近の土産ショップ）
- グループホーム西春日増築
- 愛・地球博
  - トヨタグループ館
  - フランス･ドイツ共同館
- 横浜・開国博Y150 - Y150はじまりの森
- 横浜市立みなとみらい本町小学校（2018年4月より10年間限定で開校予定）
- 伊那市立伊那東小学校改築 （計画）
- マルヤガーデンズ改修（鹿児島市天文館）

## 出演
- YouTube - 竹内昌義インタビュー - YouTube（2007年11月27日）
- 社長TV - 曽我部昌史 理系の少年時代（2009年3月19日）
- 社長TV - 曽我部昌史 建築家を目指した理由（2009年3月23日）
- 社長TV - 曽我部昌史 二人の師匠（2009年3月24日）
- 社長TV - 曽我部昌史 師匠の影響（2009年3月25日）
- 社長TV - みかんぐみ設立まで（2009年3月26日）
- 社長TV - 曽我部昌史 他人からの影響と知恵（2009年3月27日）
- 社長TV - みかんぐみの仕事（2009年3月30日）
- 社長TV - 曽我部昌史 最先端の技術と建築（2009年3月31日）
- 社長TV - 自宅の設計について（2009年4月1日）
- YouTube - インタビューシリーズ⑤「曽我部昌史（建築家・みかんぐみ）」（2010年3月3日）
- YouTube - 曽我部昌史【日本のデザイン2010】（2010年3月30日）

## 所在地
- 事務所の所在地
神奈川県横浜市中区太田町6-75 関内北原不動産ビル4F

## その他
- 事務所名の由来は、メンバーの娘が通っていた保育園のクラス名より。
- 加茂紀和子とマニュエル・タルディッツは夫婦である。